# جيفيرسون أوريجويلا
جيفيرسون أوريجويلا هو لاعب كرة قدم إكوادوري في مركز الوسط، ولد في 14 فبراير 1993 في كانتون سان لورينزو في الإكوادور. شارك مع منتخب الإكوادور لكرة القدم. أما مع النوادي، فقد لعب مع إنديبندينتي ديل فال.

## وصلات خارجية
- جيفيرسون أوريجويلا على موقع قاعدة بيانات كرة القدم.إي يو (الإنجليزية)
- جيفيرسون أوريجويلا على موقع ناشيونال فوتبول تيمز (الإنجليزية)
- جيفيرسون أوريجويلا على موقع Soccerway.com (الإنجليزية)
- جيفيرسون أوريجويلا على موقع AS.com (الإسبانية)